# Orquestra Plateria
La Orquestra Plateria (Orquesta Platería, en castellano) fue una orquesta española de música popular de baile creada en Barcelona, (Cataluña, España) en 1974 y que estuvo en activo hasta 2014.
Se formó en la sala Zeleste de Barcelona en 1974, de una forma festiva y con la idea de hacer solo una actuación con música de baile de los años 40, 50 y 60. Se trataba de animar la Nochevieja de 1974 y fueron sus inspiradores Jaume Sisa y Joseph Manel. El impacto de la "performance" generó una gran demanda de actuaciones. Participó en el segundo festival  Canet Rock en 1975. El primer disco de la orquesta se grabó en 1978. Con la edición del segundo LP, que incluye una versión del tema "Pedro Navaja", de Rubén Blades, y versiones de Elvis Presley, los Rolling Stones y Pérez Prado, obtuvo un disco de oro y una gran difusión por toda España. Con este álbum fueron los principales divulgadores del tema de Rubén Blades, apenas conocido entonces en España, y al que la Orquesta Platería aportó su originalidad.  Desde entonces la Plateria ha sido un referente de la salsa y la música de baile en España, alejado del prototipo de verbena pachanguera. Según las declaraciones de Manel Joseph, su líder:

Cuando salimos en el 74 lo nuestro parecía una cosa nueva aunque fuera antigua. Hacíamos una relectura de la música que habíamos vivido desde que nacimos, la que habían bailado nuestros padres y la que habíamos bailado nosotros en los guateques. El público se sentía identificado con nosotros porque vestíamos igual, fumábamos y bebíamos en el escenario, cosas políticamente incorrectas.

Su peculiaridad era que todo lo que tocaban lo hacían propio, sonaba a la Platería y en sus filas fueron apareciendo músicos curtidos en el jazz y con mucha experiencia anterior.
Fue creada para una única e irrepetible actuación en la sala Zeleste de la calle Platería (carrer de Argenteria, en catalán) de Barcelona, de ahí su nombre, a partir de una idea de los cantautores Jaume Sisa y Gato Pérez, Albert Batiste  (ex Tres Tambors, Grup de Folk,...) y Pere Riera.
Manel Joseph (1948) (ex Dos+Un) fue la voz cantante, el director de la orquesta y el único superviviente, desde su nacimiento, de esta veterana orquesta, tras la disolución de la orquesta seguiría su camino como cantautor grabando algunos discos. En 2014 la orquesta anunció el final de su trayectoria como conjunto con una gira de despedida y una exposición itinerante de sus cuarenta años de actuaciones.

## Discografía
- "Orquesta Plateria". Edigsa. 1978.
- "Orquestra Plateria (Pedro Navaja)". BMG Ariola. 1979.
- "Una historia" (directo). Ariola. 1982.
- "Fuego". Ariola. 1982.
- "Cosmopolita". Ariola. 1984.
- "Agárrate". PDI. 1987.
- "Año 13". PDI. 1988.
- "Ballautors". PDI. 1990.
- "Plateria 1975 - 1990" (recopilatorio). PDI. 1990.
- "Ábrete sésamo". PDI. 1990.
- "Veinte años de baile, veinte años de salsa". PDI. 1995.
- "Conga". AZ. 1993.
- "Restos de serie". AZ. 1998.
- "Cobertura total". Gemecs. 1999.
- "Gatísimo". Blanco & Negro. 2002. El título es en homenaje a Gato Pérez.
- "35 Tacos". 2011.